# Jardín zoológico de Bratislava
El Jardín zoológico de Bratislava (en eslovaco: Zoologická záhrada Bratislava) es un zoológico de 96 hectáreas (240 acres) en la ciudad de Bratislava, Eslovaquia, en el barrio de Karlova Ves. Se encuentra en el bosque de los pequeños Cárpatos. Según datos de 2007, el zoológico cuenta con una superficie de 96 hectáreas (240 acres), y es el hogar de 1.307 ejemplares de 152 especies de animales. En 2006, el zoológico recibió 203.000 visitantes.
Una propuesta para establecer un zoológico de Bratislava apareció por primera vez en 1948, dos alternativas se plantearon para la ubicación del parque zoológico: Železná studienka en el Parque forestal de Bratislava y el Valle Mlynská. Este último fue elegido como el lugar para el nuevo zoológico, a pesar de que estaba planeado inicialmente usarlo como un parque cultural en la orilla del río Danubio.